# 小普請組世話取扱
小普請組世話取扱（こぶしんくみせわとりあつかい）は、江戸幕府の役職の1つ。小普請の旗本を取り締まる役で、御目見以上、布衣以下。持高勤で500俵以上の者に限り10人扶持が手当として給された（『天保年間諸役大概順』）。
寛政元年（1789年）6月に設置され、小普請組1組につき5人が任じられた。取り扱う事務が多いため、小普請金は免除されていた。
文化5年（1808年）2月に1組2人となり、同10年（1813年）2月には4人、文政2年（1819年）10月に再び5人となった。
寛政6年（1794年）11月、各組5人のうち2人を他支配より選出することとなった（『吏徴』）。
「世話敷多用」「小身の役にて手張たる役」といわれ、配下の宅見回りや諸願の取り次ぎ、借金出入りなどを取り扱った（『明良帯録』）。